# Isidore Geoffroy Saint-Hilaire

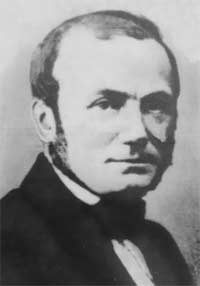
Isidore Geoffroy Saint-Hilaire

Isidore Geoffroy Saint-Hilaire (Parigi, 16 dicembre 1805 – Parigi, 10 novembre 1861) è stato uno zoologo francese.

## Opere
- Histoire générale et particulière des anomalies de l'organisation chez l'homme e les animaux (1832-37).
- Essais de zoologie generale (1841).
- Vie Etienne Geoffroy Saint-Hilaire (1847).
- Acclimatation et domestication de animaux utiles (1849).
- Lettres sur les substances alimentaires et particulièrment sur la viande de cheval (1856).
- Histoire naturelle générale des règnes organiques 3 Vol. (1854-62) - incompiuto.

| Geoffroy è l'abbreviazione standard utilizzata per le specie animali descritte da Isidore Geoffroy Saint-Hilaire. Categoria:Taxa classificati da Isidore Geoffroy Saint-Hilaire |